# Український фронт (спілка)

Георгіївська стрічка — офіційний символ «Українського фронту»

«Украї́нський фронт» — суспільно-громадянське об'єднання, створене 1 лютого 2014 року в ході екстреного Всеукраїнського зльоту первинних партійних організацій Партії регіонів в Харкові під проводом голови харківської облдержадміністрації Михайла Добкіна.

## Перебіг та виступи
Символом об'єднання обрана  — «Георгіївська стрічка», яка в Україні багатьма сприймається проімперською символікою.
Серед тих, хто зголосився стати «фронтовиками», є члени організації «Оплот». Однойменний бійцівський клуб пов'язують з використанням на масових заходах «тітушків».[джерело?]
Перед початком зльоту організатори масового заходу демонстрували ролики про «злочини проти „Беркута“», зокрема, сюжет про козака Михайла Гаврилюка з коментарями диктора: «Синці та сліди від побиття йому ретельно пензликом намалювали фахові гримери».
З виступу Добкіна:

| «Купка оскаженілих націоналістів, спустившись з Говерли, озброївшись не лише сценарієм, але і кийками, вирішила, що вони і є той єдиний український демос, який здатний продукувати національну ідею і проголошувати її від імені всього українського народу»[4]. |
Щойно створена організація задекларувала бажання приєднатися до переговорного процесу, який відбувається між опозицією і чинною владою.
Журналісти з'ясовували, хто саме увійшов до складу спілки «Український фронт». Першими офіційно оголосили себе ворогами Майдану бійці організації «Оплот». Також про своє входження оголосили окремі організації афганців і «Козаки», що мають тісні зв'язки з російськими козачими дружинами. Також приєдналися до організації російські байкери «Ночні вовки», котрі відомі тісними контактами з президентом РФ Володимиром Путіним.
Лідер «Оплоту» Євген Жилін в інтерв'ю «Українській правді» назвав тих, хто зібрався на Майдані, злочинцями: 

| «Всі вони повинні знати, що якщо в ході їх затримання я відламаю йому руку, ногу, або виб'ю око, я буду діяти правомірно і законно. Закон мене не тільки пробачає, але і заохочує до цієї дії… Якщо навіть я його вб'ю, перевищуючи самооборону, закон позбавляє мене свободи всього лише на три роки! Максимум»[6]. |

## Ставлення опозиції
Народний депутат від партії «Батьківщина» Олександр Бригинець вважає, що:
|  | "Добкінський з'їзд радикалів з ПР у Харкові, де був створений "Український фронт" — це фактично початок офіційного розколу ПР на 2 частини, який вже давно був неофіційно. Свідомі, яких в Адміністрації представляв Льовочкін, втратили ініціативу, а тепер її намагається перехопити навіть не яструб -Клюєв, а безбашенні мегаяструби - Добкін і Царьов під незримим керівництвом Медведчука". |

Представник Громадянської ініціативи «Третя Українська Республіка» Володимир Філенко: «Ця спроба не тягне на Сєверодонецьк-2, але тягне на подію такого ж ряду. Коли в Україні починають перемагати демократичні сили і демократичні принципи, то люди, які не бажають з цим погоджуватись, починають лякати нас розколом».

## Реакція
Вже 3 лютого голова Львівського обласного осередку Партії регіонів Петро Писарчук заявляє, що ні він, ані інші представники осередку не брали участі в «злеті» членів ПР.
Політичний аналітик Володимир Горбач вважає, що створено цей «Фронт» задля тролінгу опозиції.
Разом з тим голова парламентської фракції «регіоналів» Олександр Єфремов заявив, що пропозиції, котрі переважали на цьому заході, не обговорювалися у фракції, та є точкою зору «окремих депутатів». Губернатор Донеччини Андрій Шишацький визнав, що в заході взяли участь — за власної ініціативи — близько 30 представників від Донецької області, та повідомив, що ні місцева влада, ні обласна партійна організація «регіоналів» не збираються створювати структури «Українського фронту», наголосивши, що на Донеччині і так достатньо сил, які «бажають дестабілізувати політичну ситуацію в регіоні».

## З'їзд депутатів Південного Сходу
21 лютого з ініціативи «Українського фронту» збирається сепаратистський з'їзд депутатів Південного Сходу України. Депутати маріупольської міськради відмовились від підтримки ідей «Українського фронту».
Лідер «Правого сектора» Дмитро Ярош заявив: «Згідно з оперативною інформацією, антиукраїнський режим готує провокацію, котра загрожує незалежності і територіальній цілісності України. Користуючись адміністративним ресурсом, влада готує у м. Харкові т. зв. „з'їзд“, на якому планується прийняття рішень із закликом до федералізації країни, а також військового втручання Росії в українські справи». Також він повідомив, що «Правий сектор» готує свої підрозділи до протидії будь-яким відчутним проявам сепаратизму і буде діяти адекватно в залежності від ситуації.
Олігарх Ігор Коломойський звернувся до мера Харкова Геннадія Кернеса із закликом «сепаратизм не пройде»: «На моїй рідній Дніпропетровщині сепаратизм не пройде та не пройде в жодному з східно-південних регіонів нашої країни. Той, хто під проти єдності України обов'язково програє». Щодо Кернеса Коломойський зазначив, що він отримає моральне право керувати фронтом та вести його до бою лише після того, як сам займеться військовою підготовкою.
Олексій Гончаренко повідомив, що від Одеської облради на з'їзді сепаратистів у Харкові нікого немає.
Колишній губернатор Харківщини Олег Дьомін закликав зупинити «авантюристів і божевільних провокаторів», які зібралися у Харкові.
Про інспірованість сепаратистського руху свідчить прибуття 22 лютого на з'їзд до Харкова 7 російських чиновників: глава комітету Держдуми РФ з міжнародних справ Олексій Пушков, сенатор від Псковської області Михайло Маргелов, губернатор Бєлгородської області Євген Савченко, губернатор Ростовської області Василь Голубєв, губернатор Воронезької області Олександр Гордєєв, губернатор Брянської області Микола Денін, генеральний консул Російської Федерації в Харкові Сергій Семенов
.
У резолюції так званого харківського з'їзду, яку зачитав одіозний Вадим Колесніченко, не було жодної згадки ані про автономію, ані про федералізацію; все звелося до того, що «з огляду на події останніх днів у Києві» органи місцевого самоврядування на місцях перебирають на себе відповідальність за забезпечення порядку на місцях «на період до відновлення конституційного порядку й законності, а також легітимації нової влади».
Того ж дня так званий «фронт» оголосив про саморозпуск і «подякував усім за розуміння».
26 лютого під час брифінгу у МВС в.о. міністра внутрішніх справ Арсен Аваков повідомив, що «лідер» харківської громадської організації «Оплот» Євген Жилін поїхав з країни у невідомому напряму.